# Białobrzeżki-Gajówka
Białobrzeżki-Gajówka – część wsi Gniewczyna Tryniecka w Polsce położona w województwie podkarpackim, w powiecie przeworskim, w gminie Tryńcza, w sołectwie Gniewczyna Tryniecka.
W latach 1975–1998 miejscowość położona była w województwie przemyskim.
Białobrzeżki-Gajówka leżą przy drodze wojewódzkiej nr 835 obok lasu, blisko Gniewczyny Trynieckiej i obejmują 3 domy mieszkalne.
W Białobrzeżkach-Gajówce znajdują się także:
- Leśnictwo „Białobrzeżki”.
- Ośrodek Szkolenia Kierowców „EFEKT”[5].
- Zajazd „Borowik”.
- Stadion LKS „Huragan” Gniewczyna.
- Żwirownia-Betoniarnia „Kruszmat-Beton”.

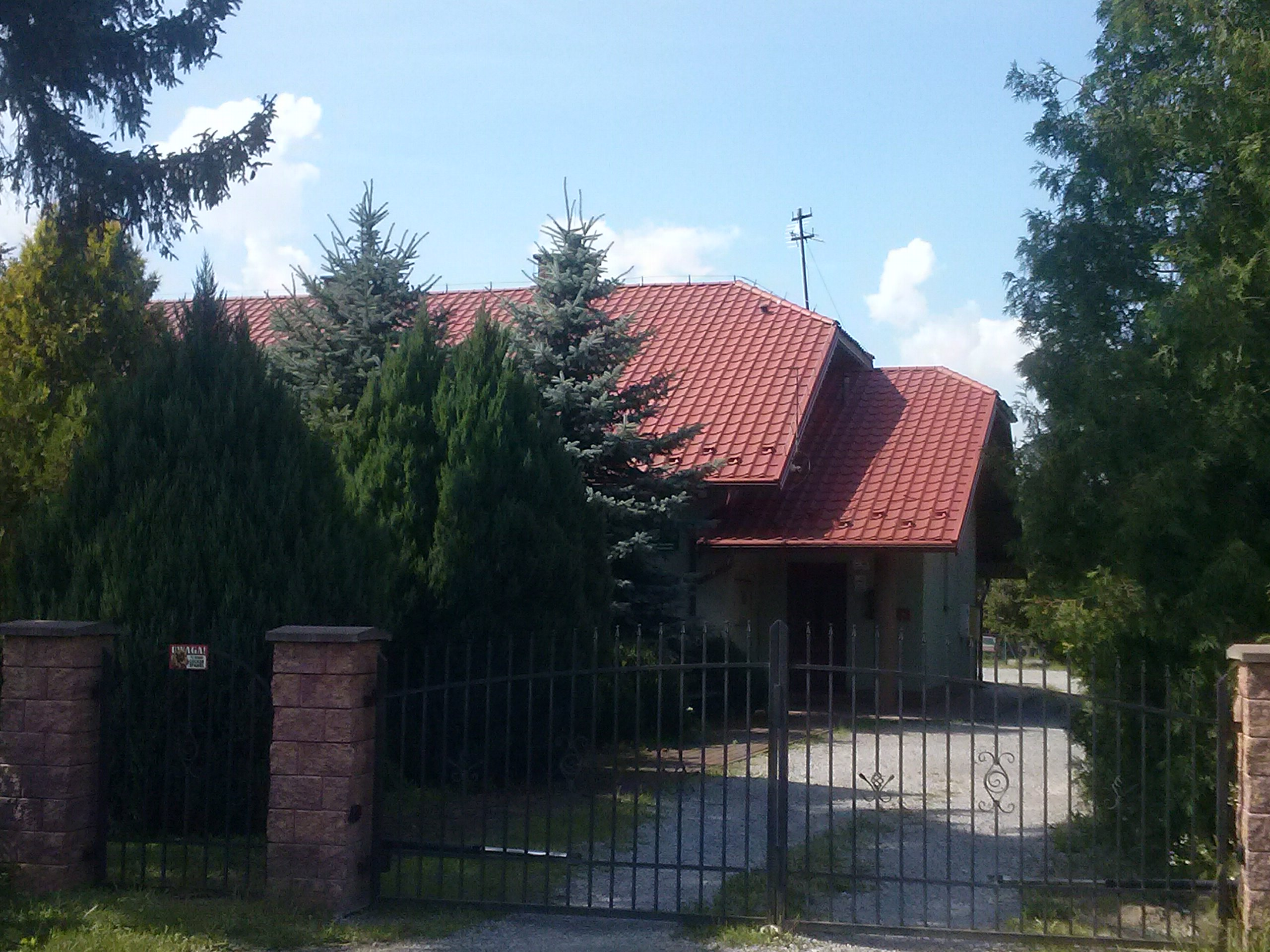
Leśnictwo „Białobrzezki”
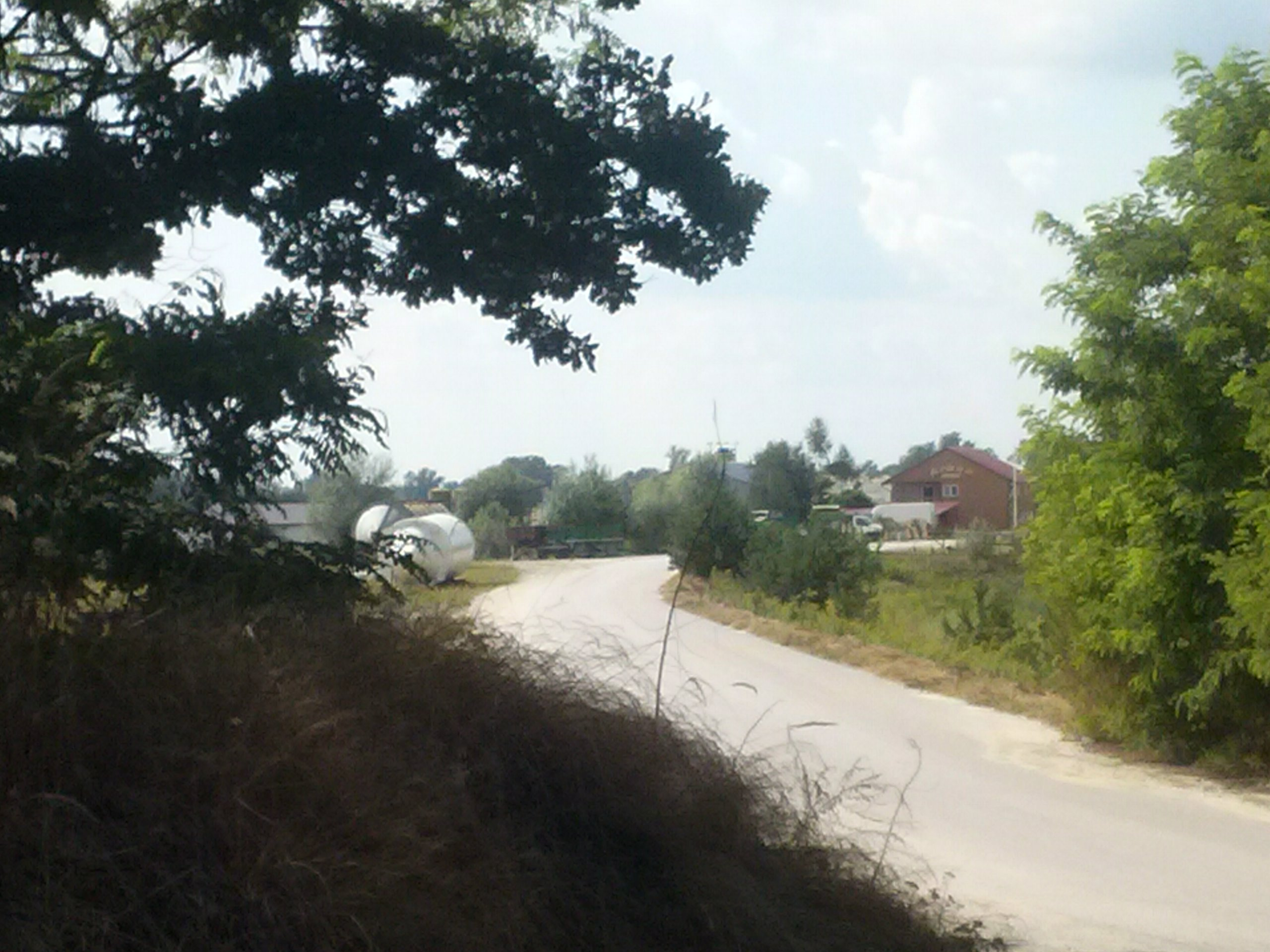
Żwirownia-Betoniarnia „Kruszmat-Beton”
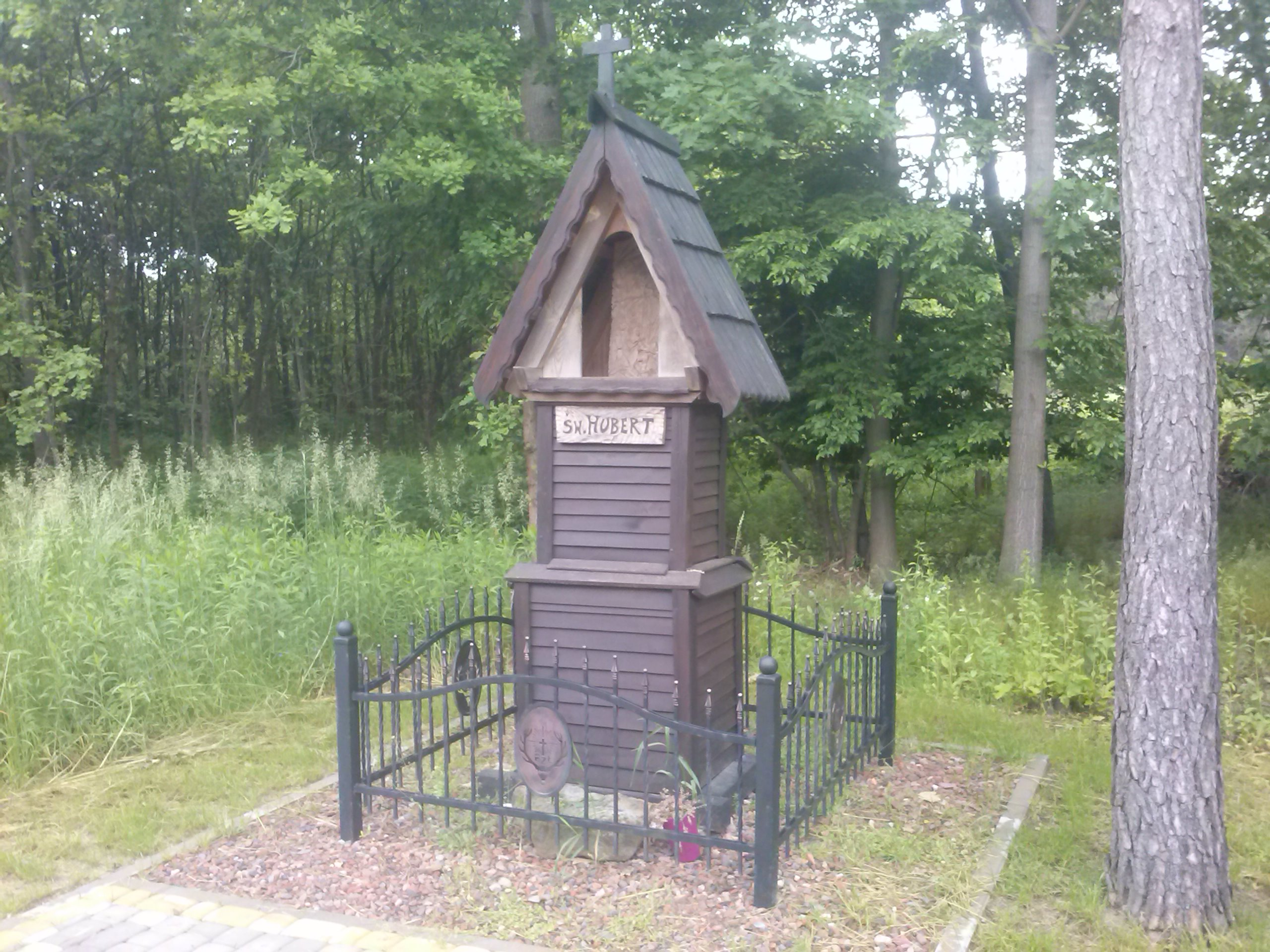
Kapliczka św. Huberta
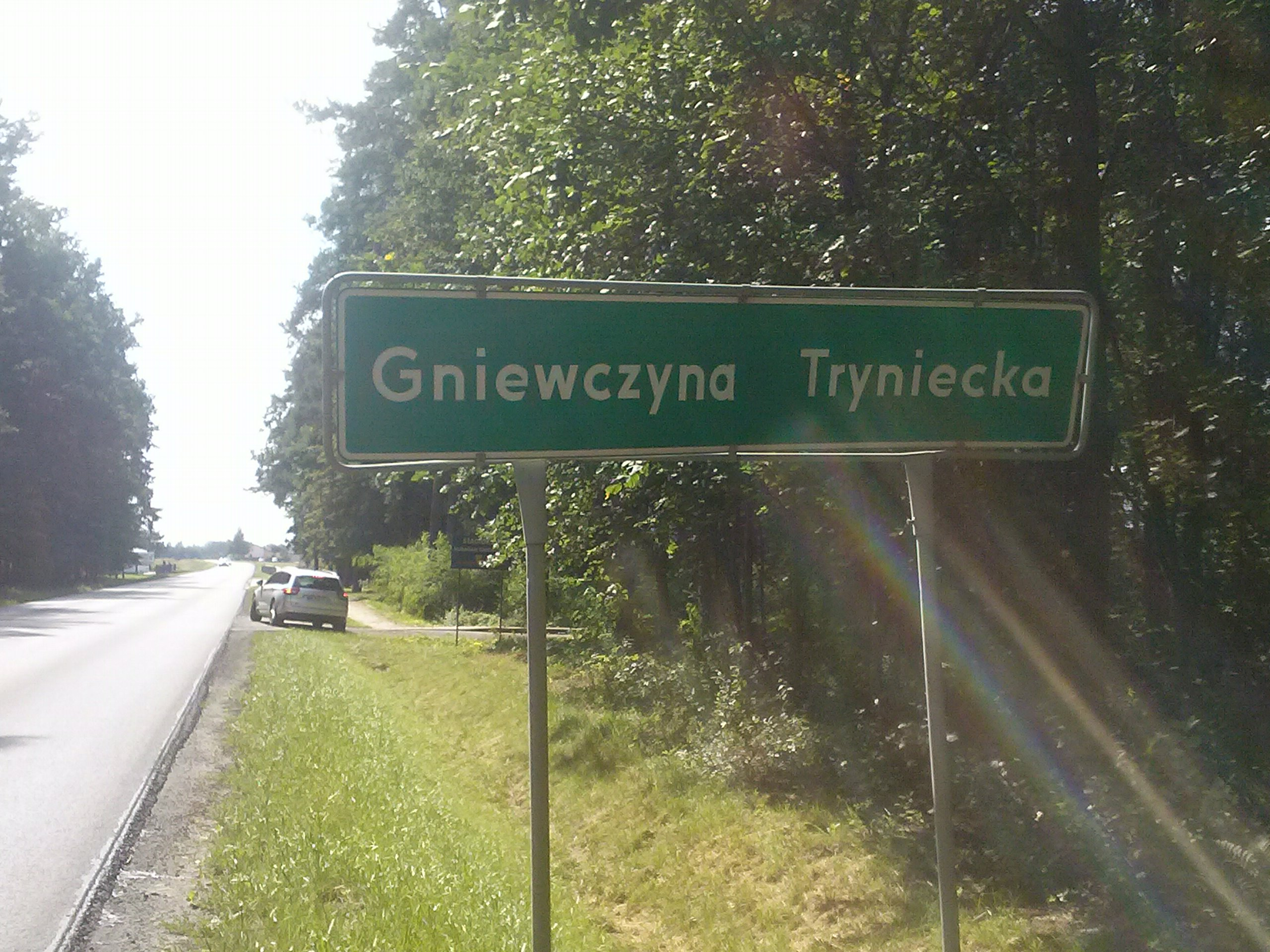
Widok na wjazd na Białobrzeźki
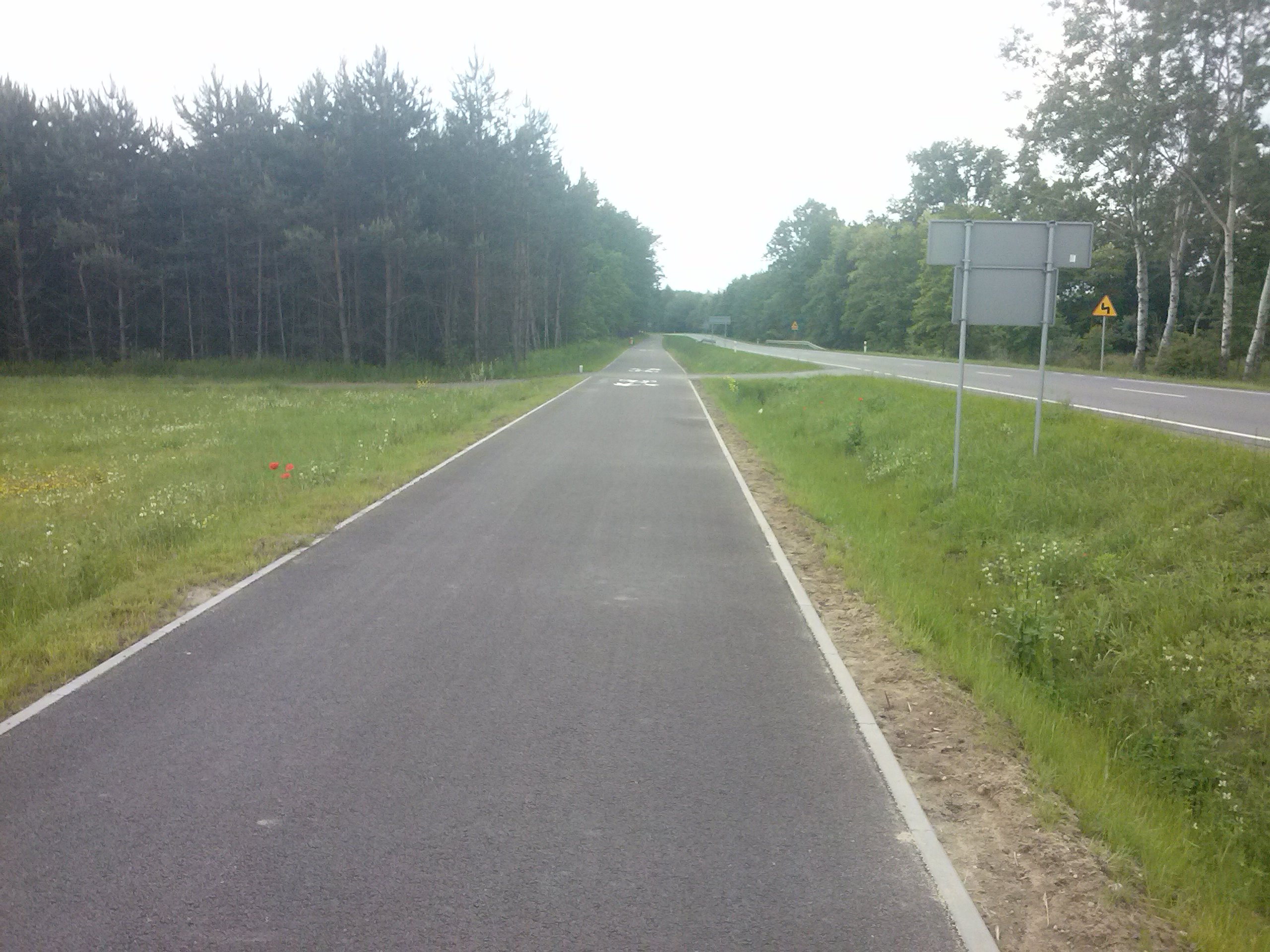
Ścieżka rowerowa z Wółki Małkowej do Gniewczyny Trynieckiej